# Zagłębiowska Masa Krytyczna

Oficjalne logo Zagłębiowskiej Masy Krytycznej

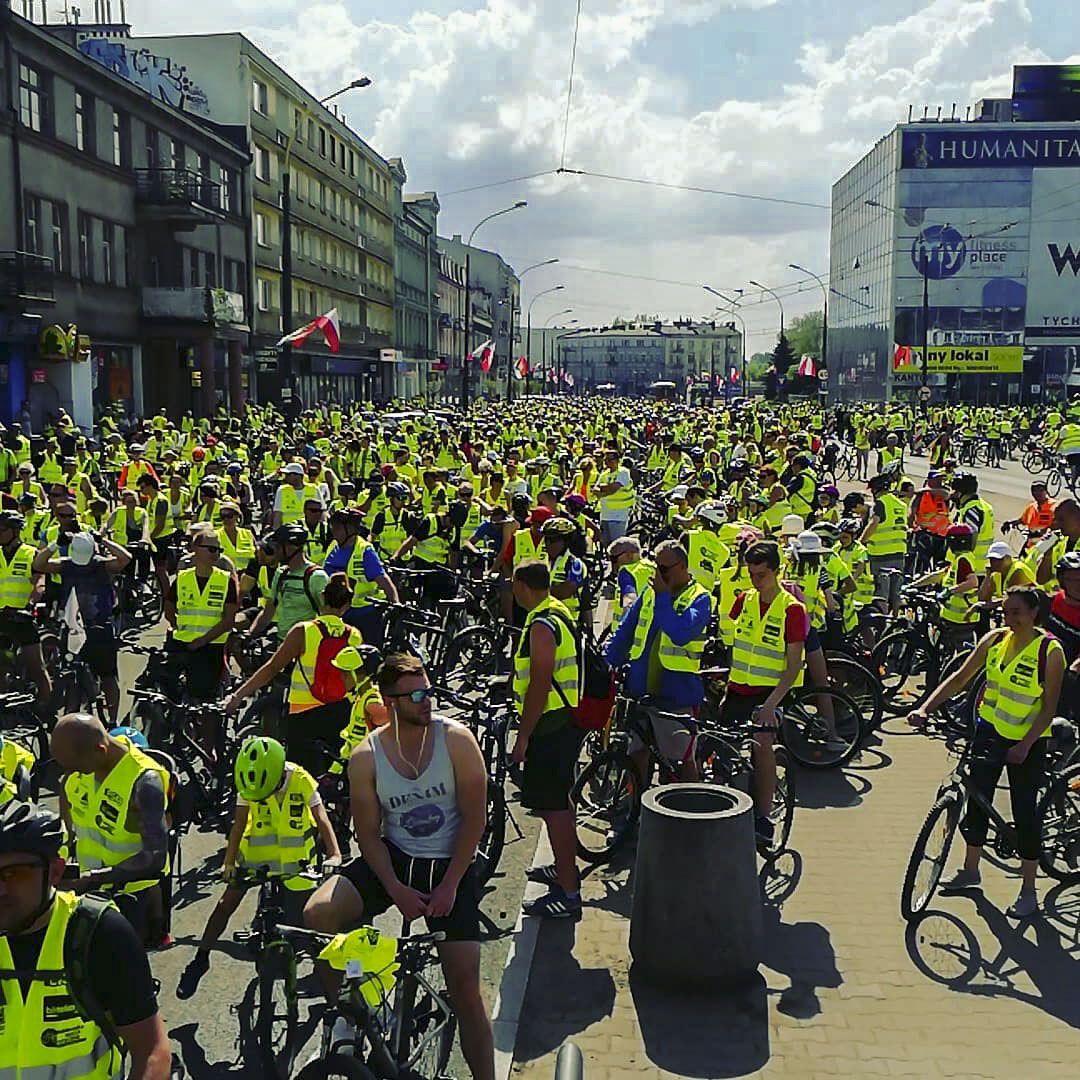
XI Zagłębiowska Masa Krytyczna przed startem

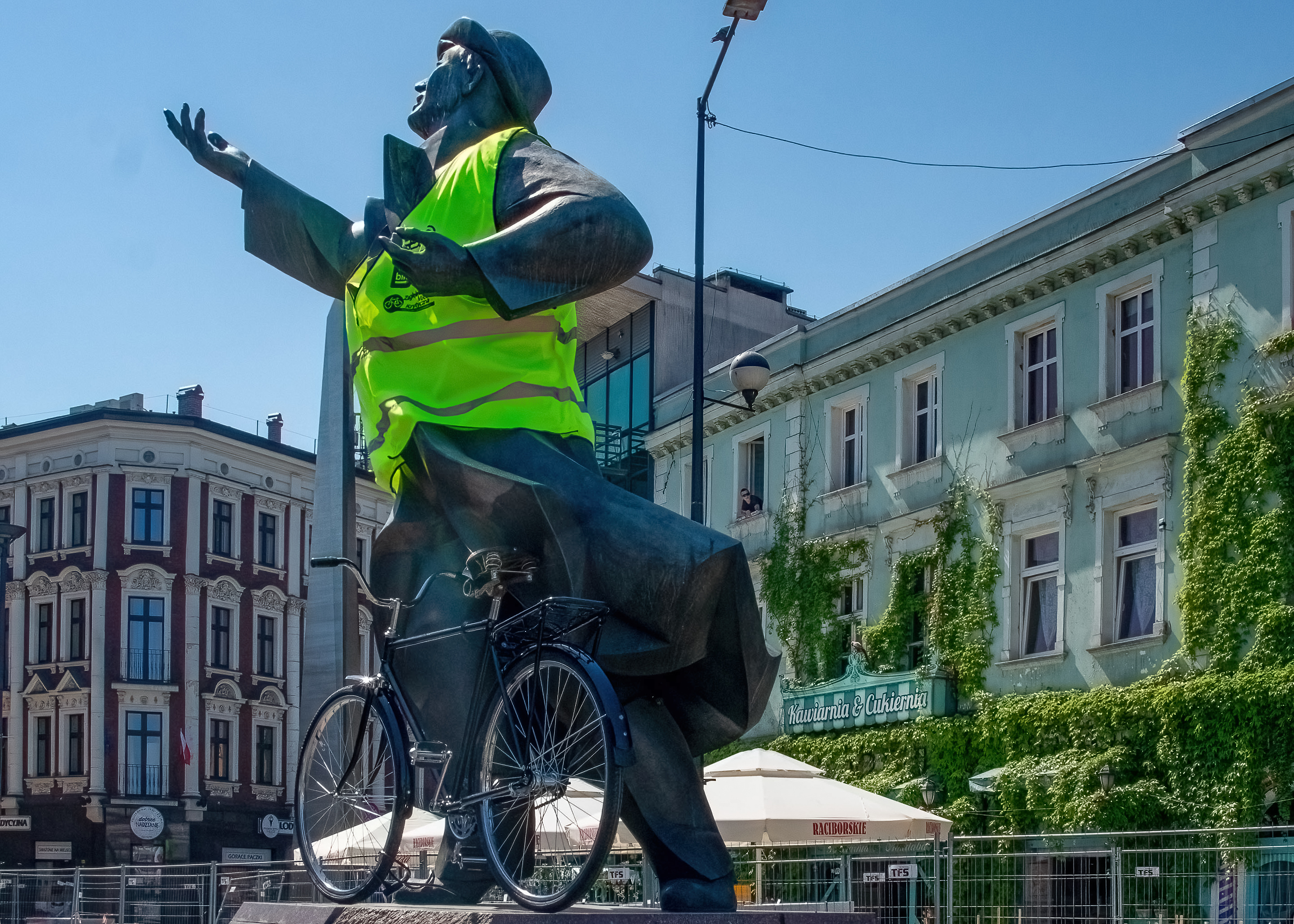
Pomnik Jana Kiepury w kamizelce XI Zagłębiowskiej Masy Krytycznej

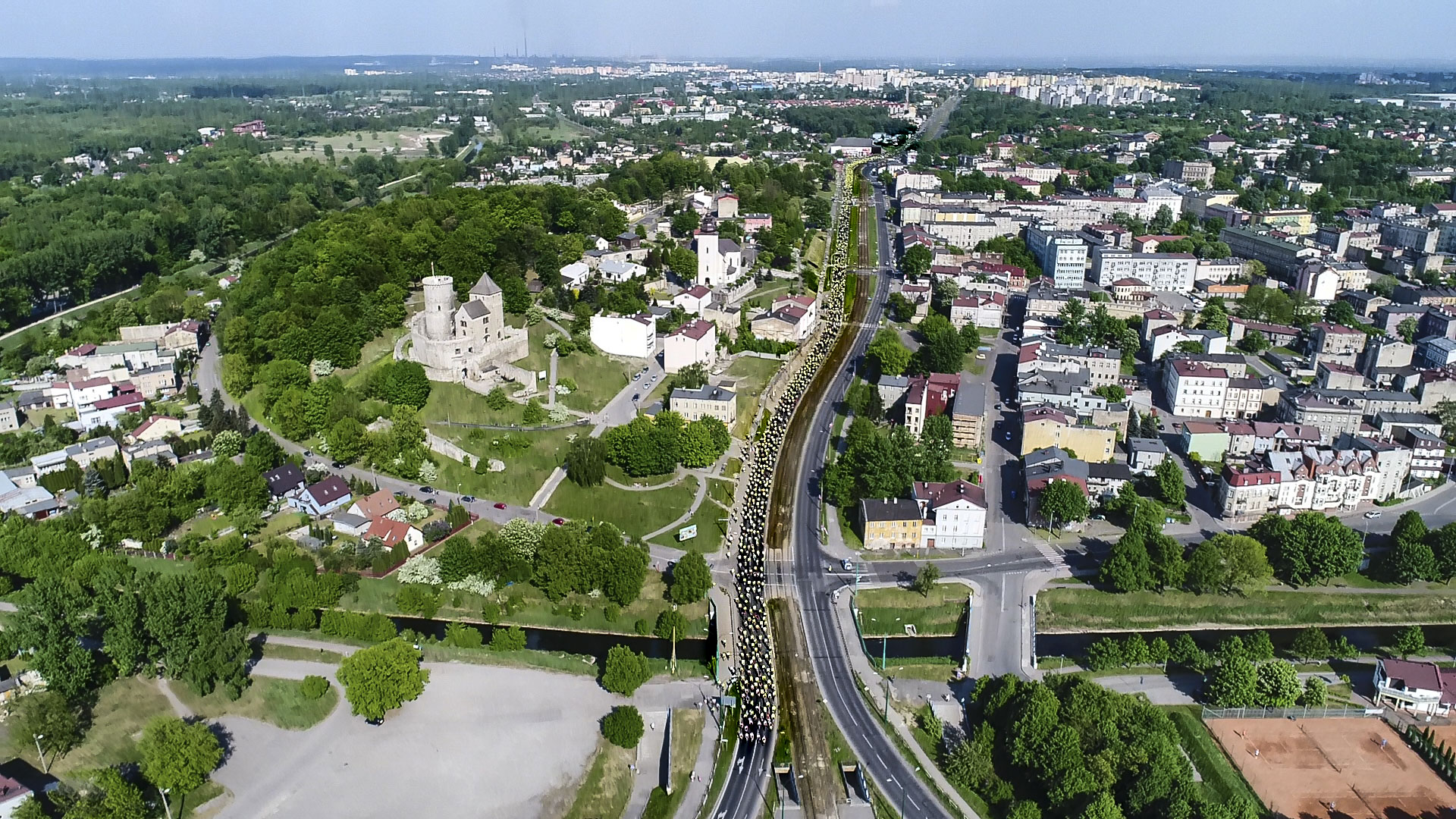
Będzin, XI Zagłębiowska Masa Krytyczna

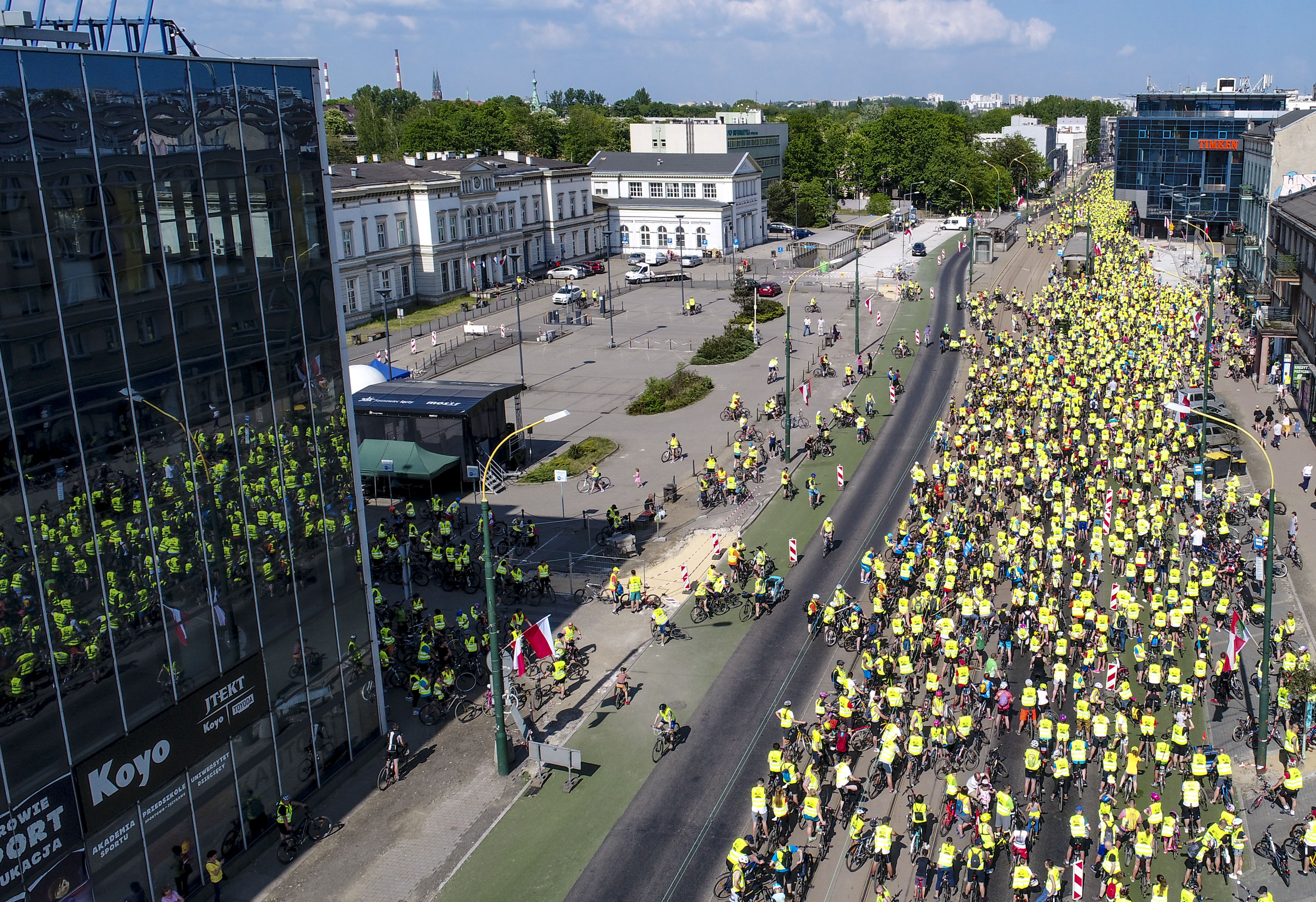
Sosnowiec; Uczestnicy XI edycji tuż przed startem w Sosnowcu

Zagłębiowska Masa Krytyczna – inicjatywa społeczna działająca na rzecz udogodnień dla rowerzystów i poprawy bezpieczeństwa w ruchu miejskim, organizowana co roku jako „manifestacja obecności rowerzystów w regionie”. Jest to regionalna demonstracja ogólnoświatowego nieformalnego ruchu o ogólnej nazwie Masa Krytyczna, zarazem jest to największa tego typu impreza w regionie i jedna z najliczniejszych manifestacji rowerowych w Polsce. W 2017 roku odbyła się 10. jubileuszowa edycja, podczas której padł rekord frekwencji – w imprezie uczestniczyło ponad 4000 rowerzystów. W 2018 rozdanych zostało 5000 kamizelek co stanowi też przybliżoną liczba uczestników.

## Opis i historia
Co roku trasa przejazdu jest zmieniana i obejmuje wszystkie lub wybrane miasta Zagłębia Dąbrowskiego. Długość trasy waha się między 13 a 17 km. Zbiórka i start uczestników pozostają niezmiennie w Sosnowcu na Placu Powstańców Styczniowych przy Dworcu PKP Sosnowiec Główny, gdzie od 2011 roku na 2-3 godziny przed startem rozdawane są wśród uczestników kamizelki odblaskowe. Meta jest zmienna i często jest łączona z jubileuszami, lub imprezami towarzyszącymi jak koncerty (Konopians, ZiggiePiggie, Yardee Sound) czy festiwale (Rozpoczęcie Sezonu Rowerowego, Dębowy Maj Festiwal, 660-lecie nadania praw miejskich Będzina). Na mecie na uczestników zwykle czeka poczęstunek oraz losowanie nagród, w tym rowerów fundowanych przez sponsorów i zagłębiowskie miasta; w 2018 rok z okazji 11 edycji wylosowano 11 rowerów wśród uczestników. W 2020 roku wydarzenie odbyło się 20 września, co było poniekąd nawiązaniem do pierwszej edycji ale głównie związane było z ograniczeniami związanymi z pandemią COVID-19; Z tego powodu został zmieniony charakter przejazdu, który zamiast jednolitego peletonu przybrał formę bardziej indywidualną przejazdu w małych grupach. Nie zostały też zamykane drogi publiczne, a przejazd odbywał się głównie drogami rowerowymi według trasy sugerowanej. Nowością był także pakiet startowy, rozdawany każdemu uczestnikowi, a także forma wprowadzonego w 2017 roku pit-stop'u w Będzinie. W 2024 w trakcie 17 edycji prowadzona była akcja znakowania rowerów.
Pierwsze edycje organizowane były głównie przez ludzi związanych z Forum dla Zagłębia Dąbrowskiego. Organizację imprezy wspierały także Klub Turystyki Rowerowej „Cykloza” czy Klub Rowerowy Ghostbikers, nierozłącznie jednak główną postacią związaną z organizacją imprezy od pierwszej edycji jest Rafał Siciński – sosnowiecki aktywista rowerowy.  

## Cele i działalność
Głównym celem imprezy jest uczynienie miast Zagłębia przyjaznym rowerzystom, tak by można było w nich swobodnie i bezpiecznie poruszać się rowerem turystycznie, ale przede wszystkim w ramach codziennej komunikacji, a podstawowe postulaty Zagłębiowskiej Masy Krytycznej to:
- zwrócenie uwagi na obecność rowerów w mieście, o czym często zapominają urzędnicy podejmując decyzje,
- wykorzystywanie asfaltu jako podstawowej nawierzchni dróg rowerowych,
- powstanie spójnej sieci wygodnych i bezpiecznych dróg rowerowych, przejezdnych dla wszystkich typów rowerów oraz towarzyszącej im infrastruktury (np. parkingi),
- utrzymywanie głównych ciągów rowerowych w stanie przejezdności przez cały rok[21].

Każdego roku w trakcie ZMK poruszany jest też wybrany aspekt jazdy na rowerze: widoczność na drodze, bezpieczeństwo zaparkowanych rowerów, wzajemny szacunek użytkowników ruchu, kultura jazdy czy walka z kompromisowym podejściem do budowy infrastruktury rowerowej. 

## Oddziaływanie masy
Po 11 latach funkcjonowania imprezy, zagłębiowskie miasta doczekały się infrastruktury rowerowej w postaci turystycznych tras rowerowych, dróg rowerowych, ułatwień w postaci przejazdów, a także wielu dedykowanych parkingów. Przy okazji imprezy pada dużo obietnic i zapowiedzi inwestycji w infrastrukturę rowerową.

## Kalendarium
- 27 września 2008 roku – pierwsza Zagłębiowska Masa Krytyczna[29][30];
- 2009 – po raz pierwszy rozdawane były gadżety dla uczestników[31];
- 2010 – po raz pierwszy pojawiły się rowery losowane wśród uczestników przejazdu[32];
- 2011 – po raz pierwszy rozdawane były uczestnikom odblaskowe kamizelki – przejazd odbył się pod hasłem: „Bądź widoczny po zmroku na drodze”;
- 2012 – piąta edycja, od której co roku niezmiennie datą przejazdu jest 3 maja[14];
- 2017 – dziesiąta, jubileuszowa edycja ZMK[33] z pitstopem w Będzinie, gdzie czekała na uczestników woda, serwis rowerowy i fotobudka[12]
- 2020 - po raz pierwszy od 2012 roku, z powodu pandemii Masa Krytyczna odbyła się we wrześniu[34]

## Galeria

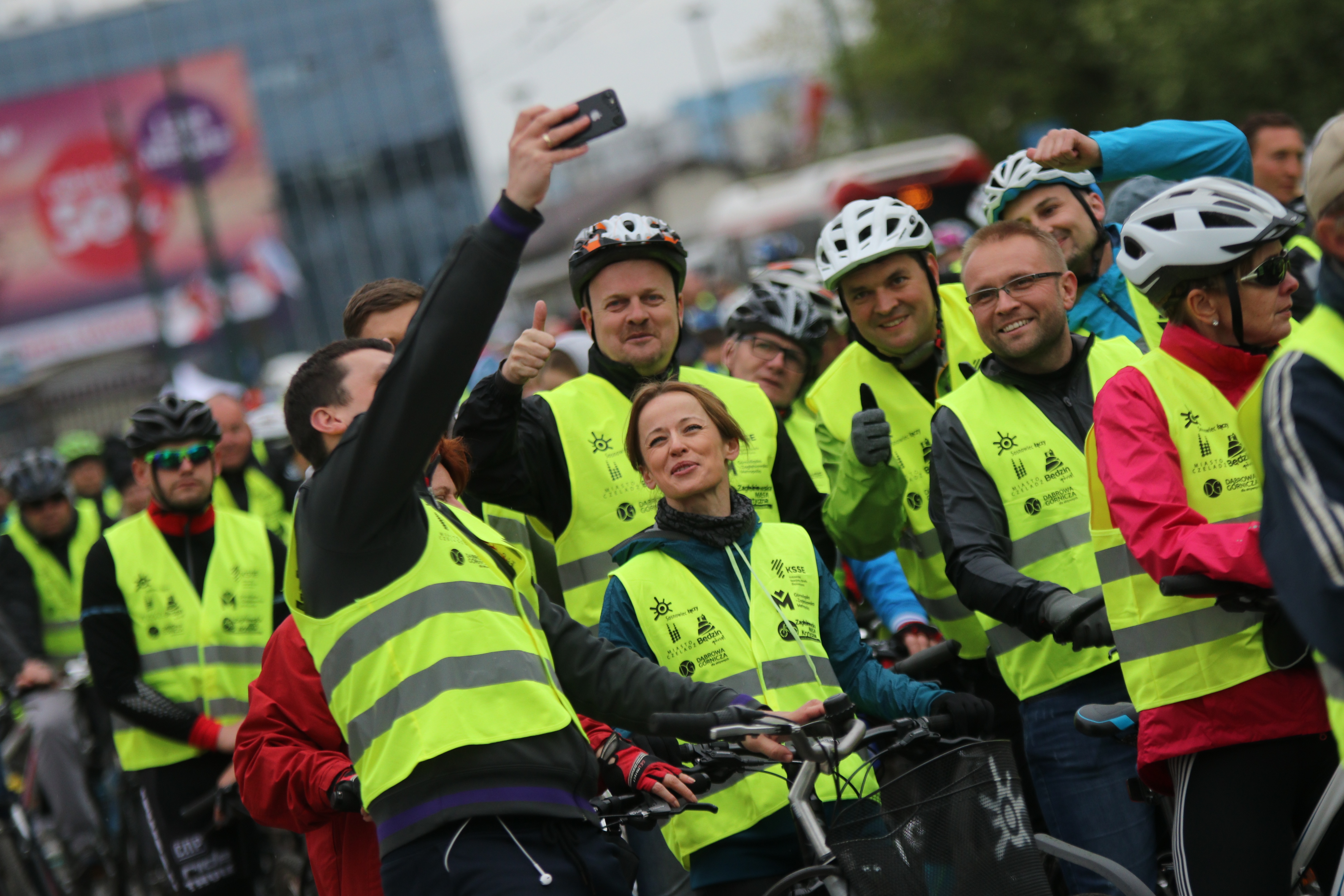
Prezydenci miast Zagłębia Dąbrowskiego na starcie w Sosnowcu
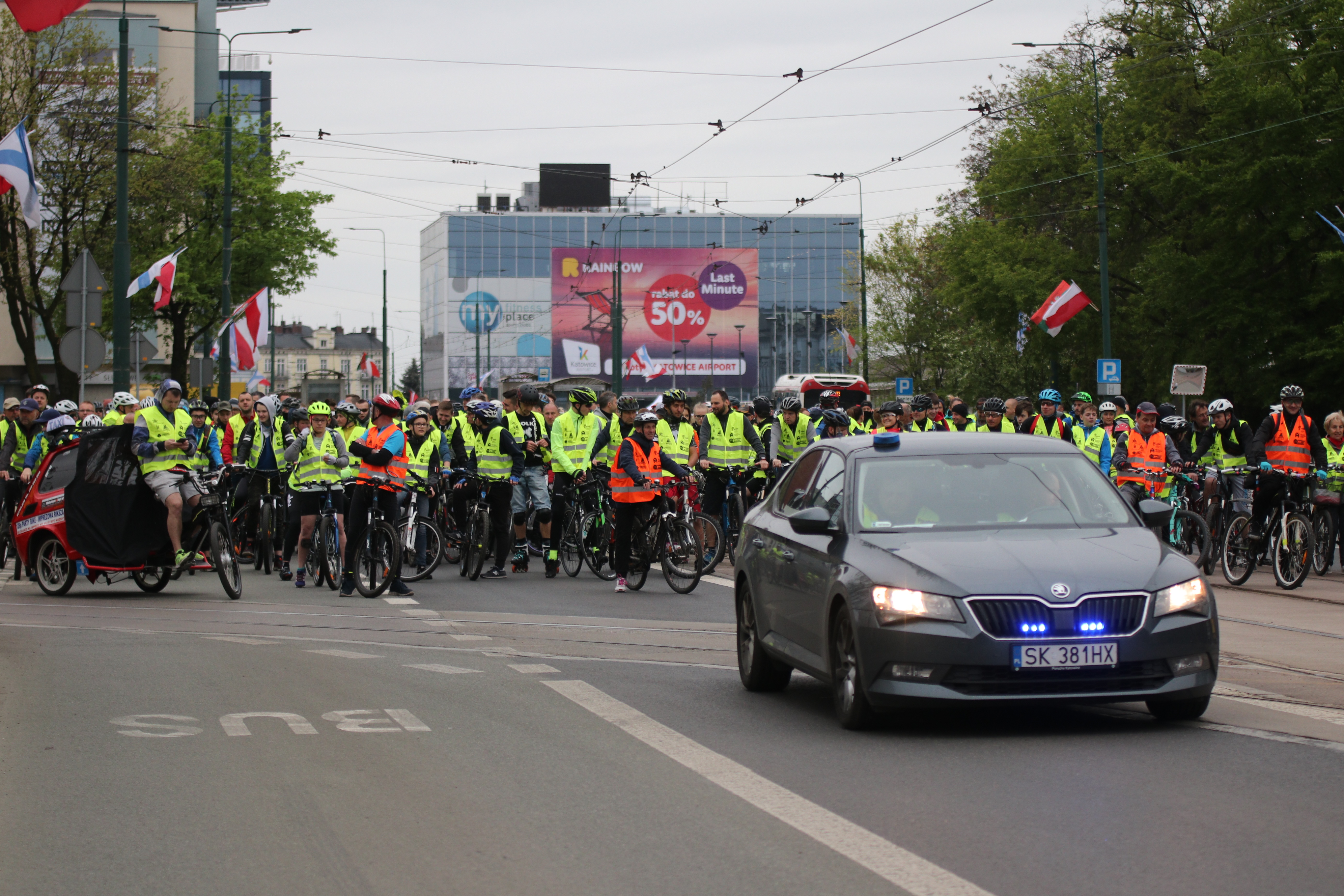
Przed starem - czoło peletonu
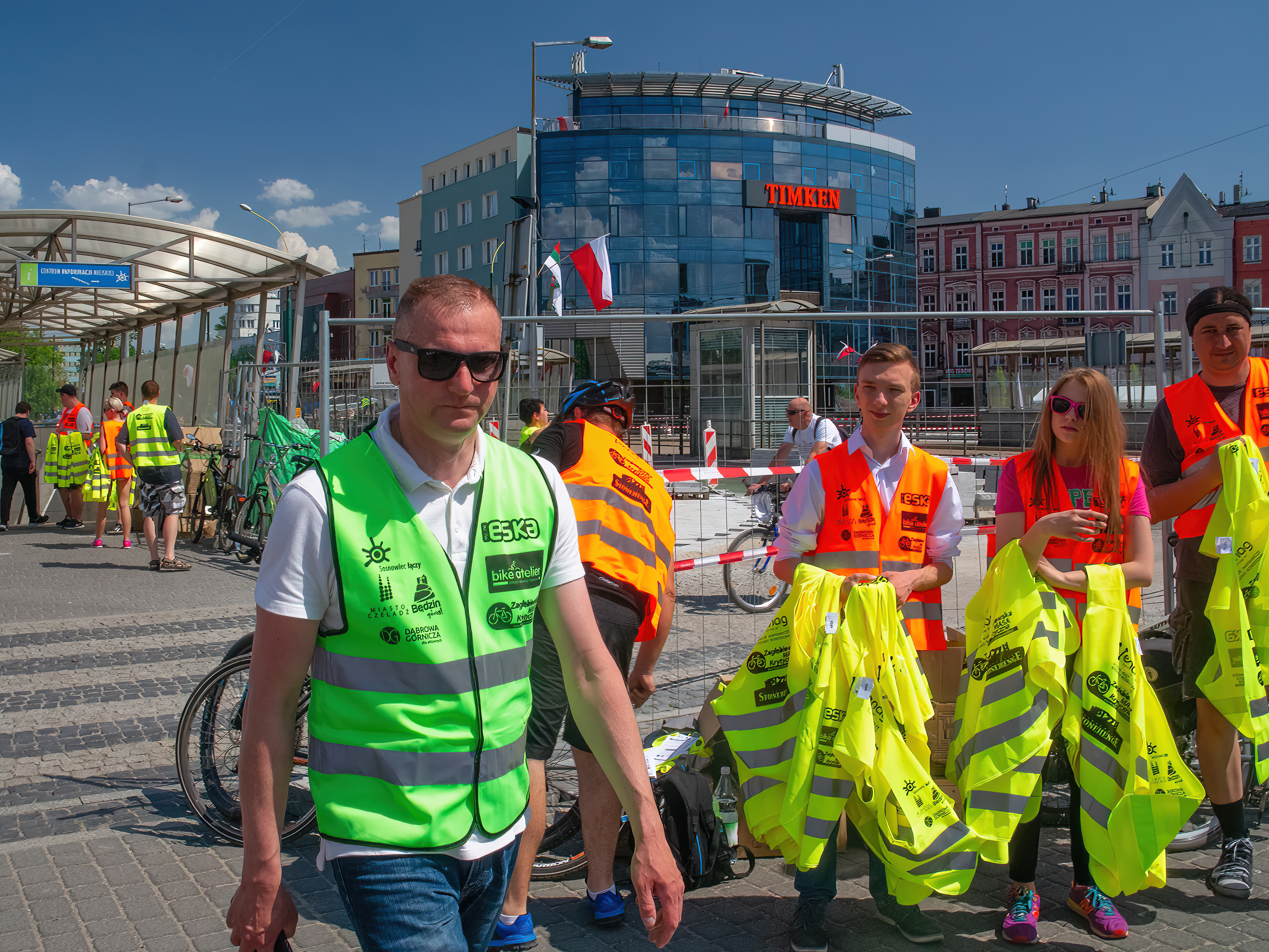
Organizator: Rafał Siciński; Punkt wydawania kamizelek;
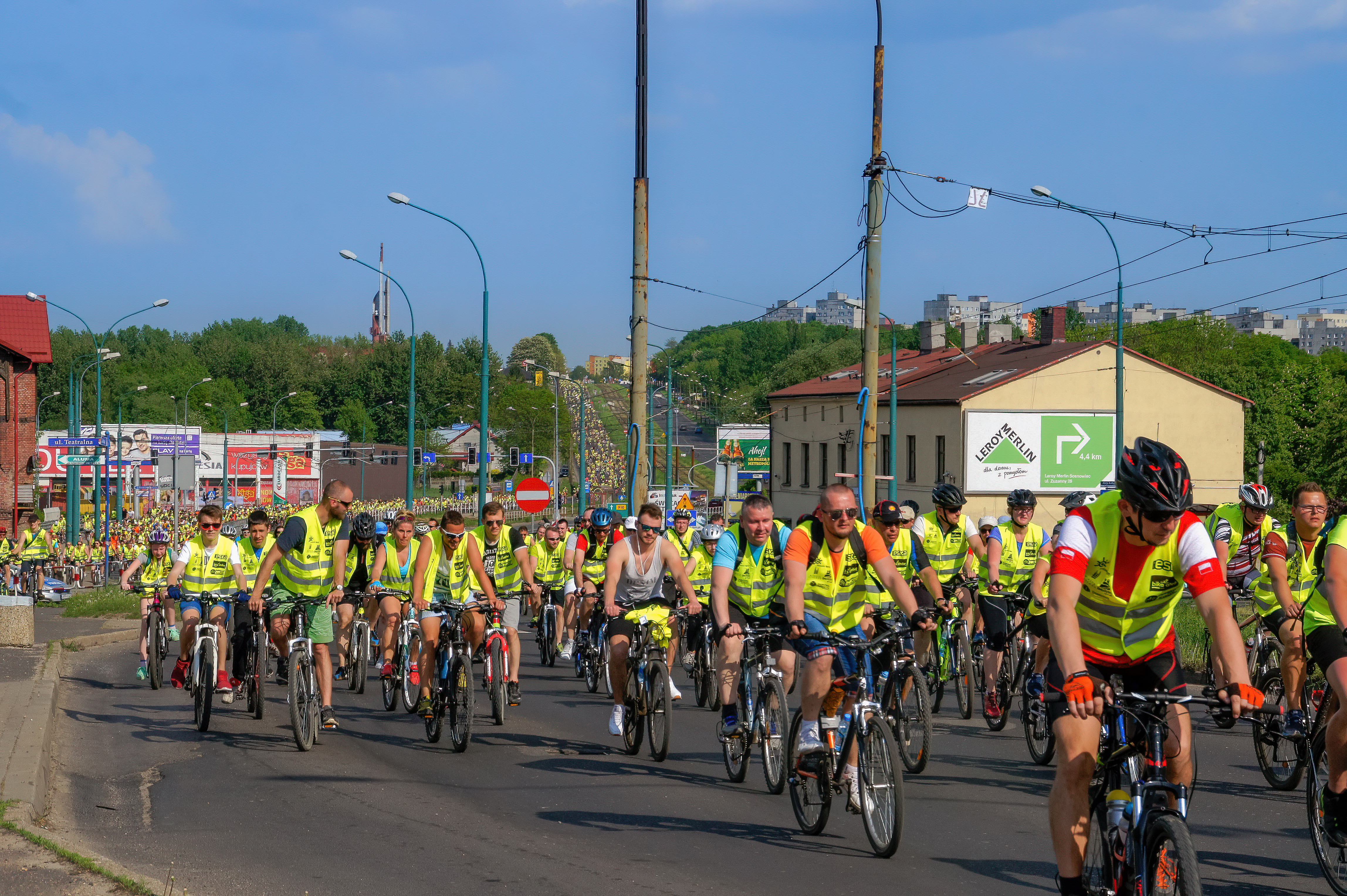
Peleton XI edycji podczas przejazdu przez Będzin
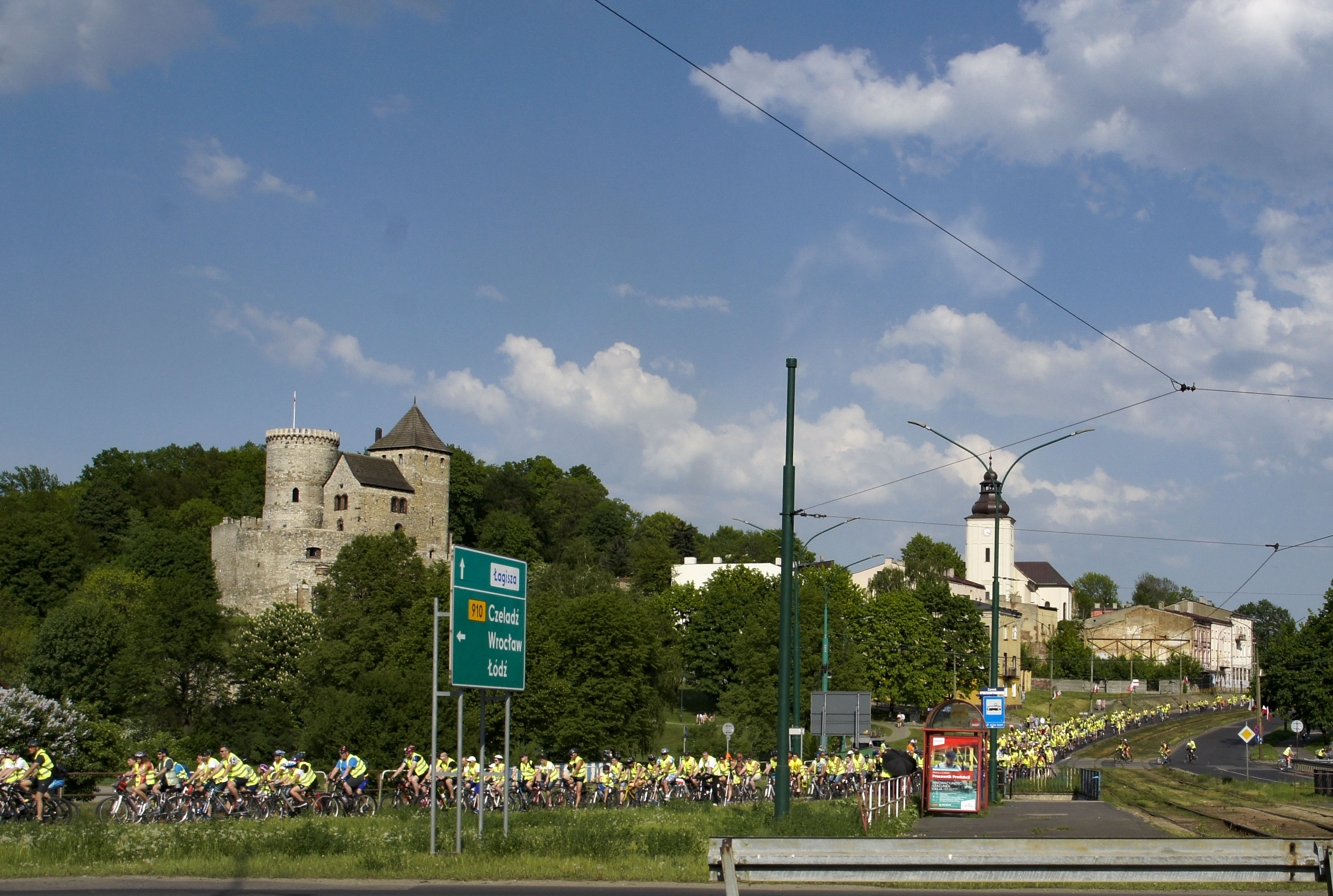
Uczestniczy XI edycji podczas przejazdu przez Będzin obok góry zamkowej
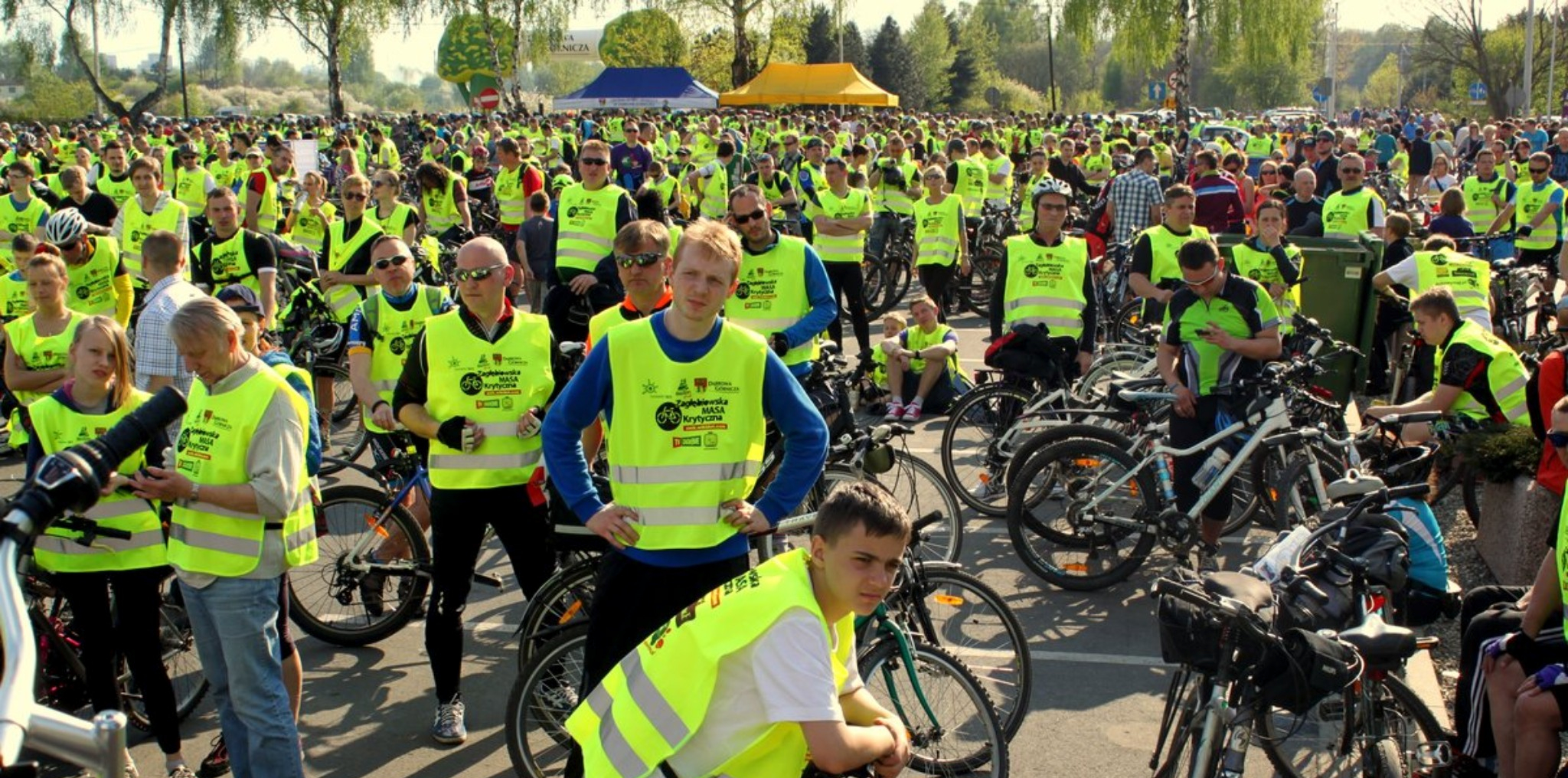
Finisz VIII Zagłębiowskiej Masy Krytycznej w Dąbrowie Górniczej w pobliżu plaży miejskiej zbiornika Pogoria III
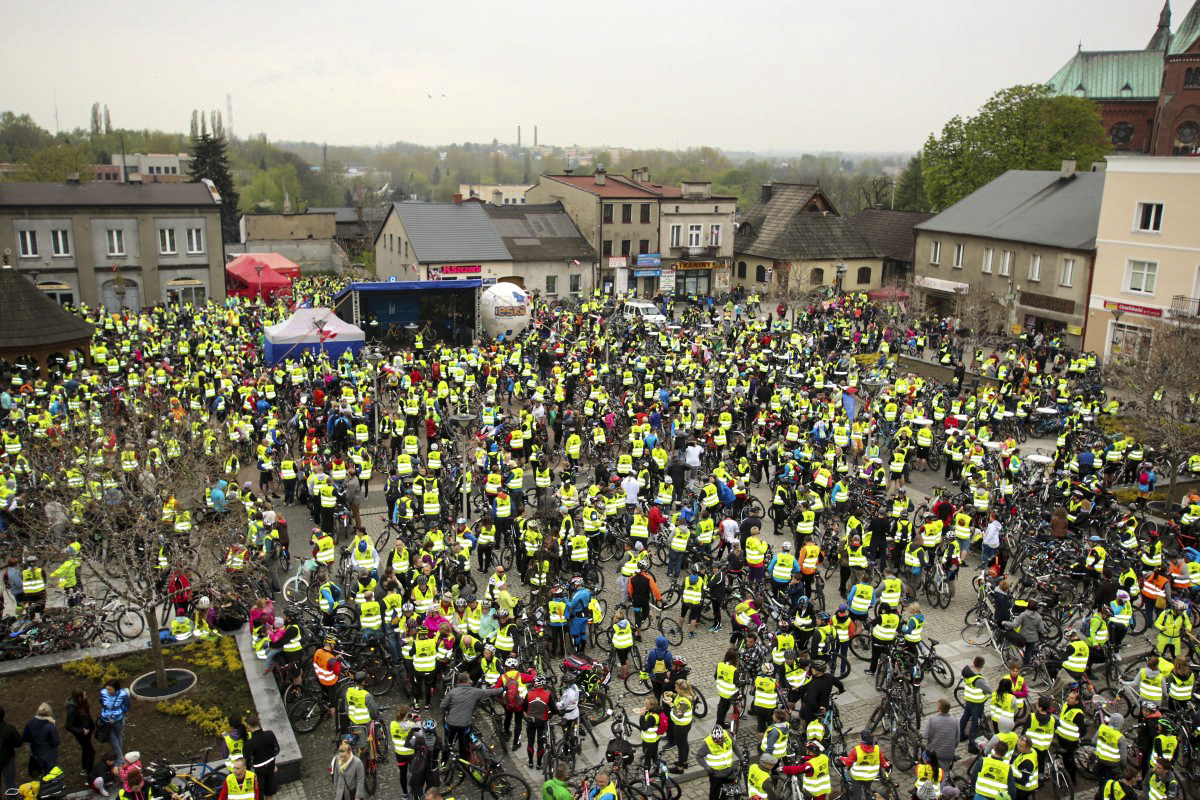
Meta X - jubileuszowej Zagłębiowskiej Masy Krytycznej na rynku w Czeladzi
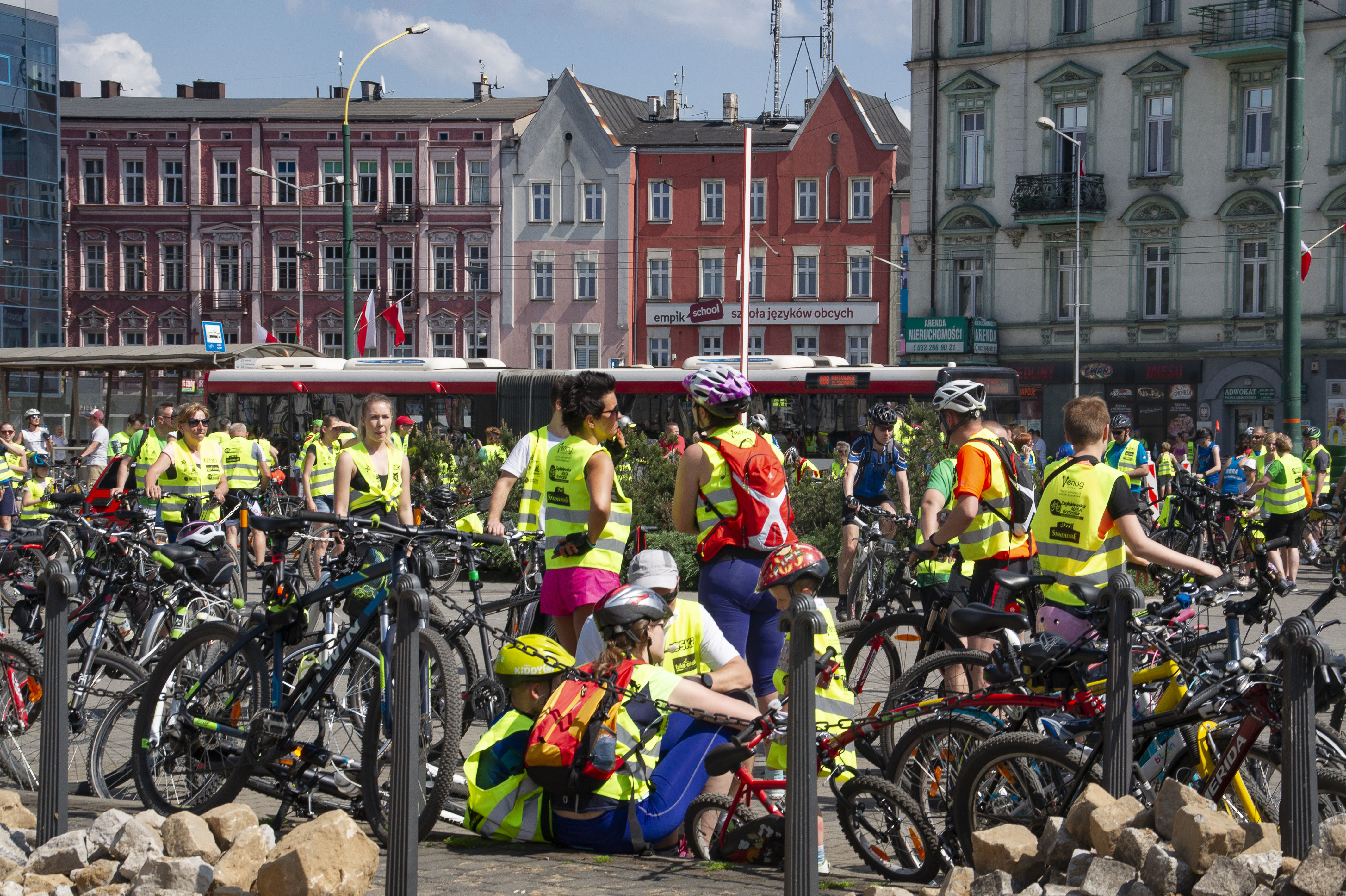
Zbiórka uczestników na Placu Stulecia podczas XI edycji w 2018 roku
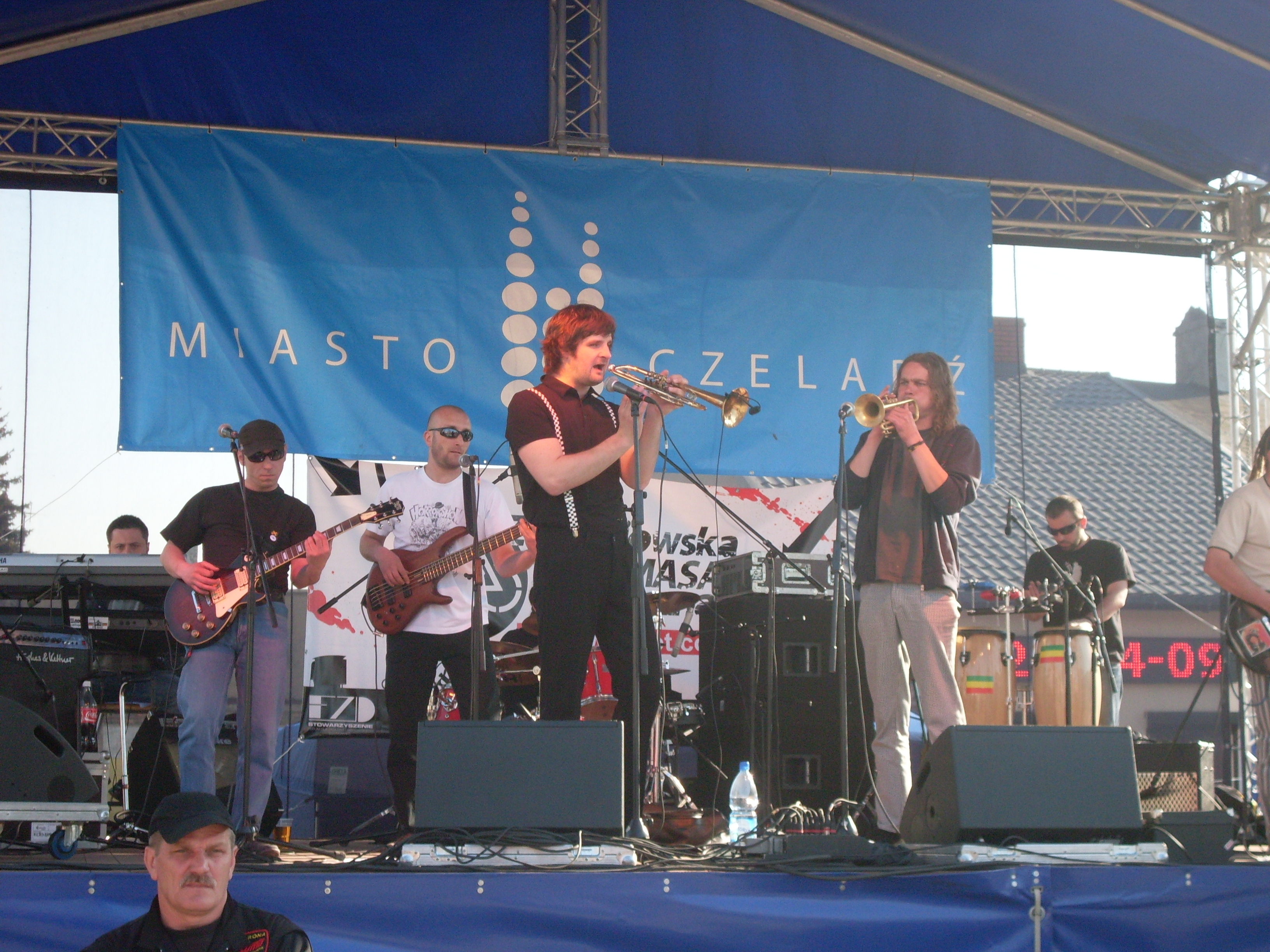
Koncert zespołu Konopians na mecie II Zagłębiowskiej Masy Krytycznej, 26 kwietnia 2009 r.
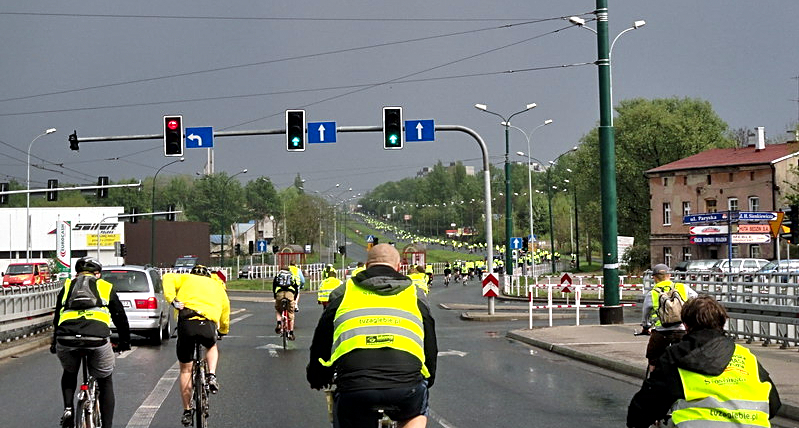
IV edycja Zagłębiowska Masa Krytyczna na ulicach Będzina
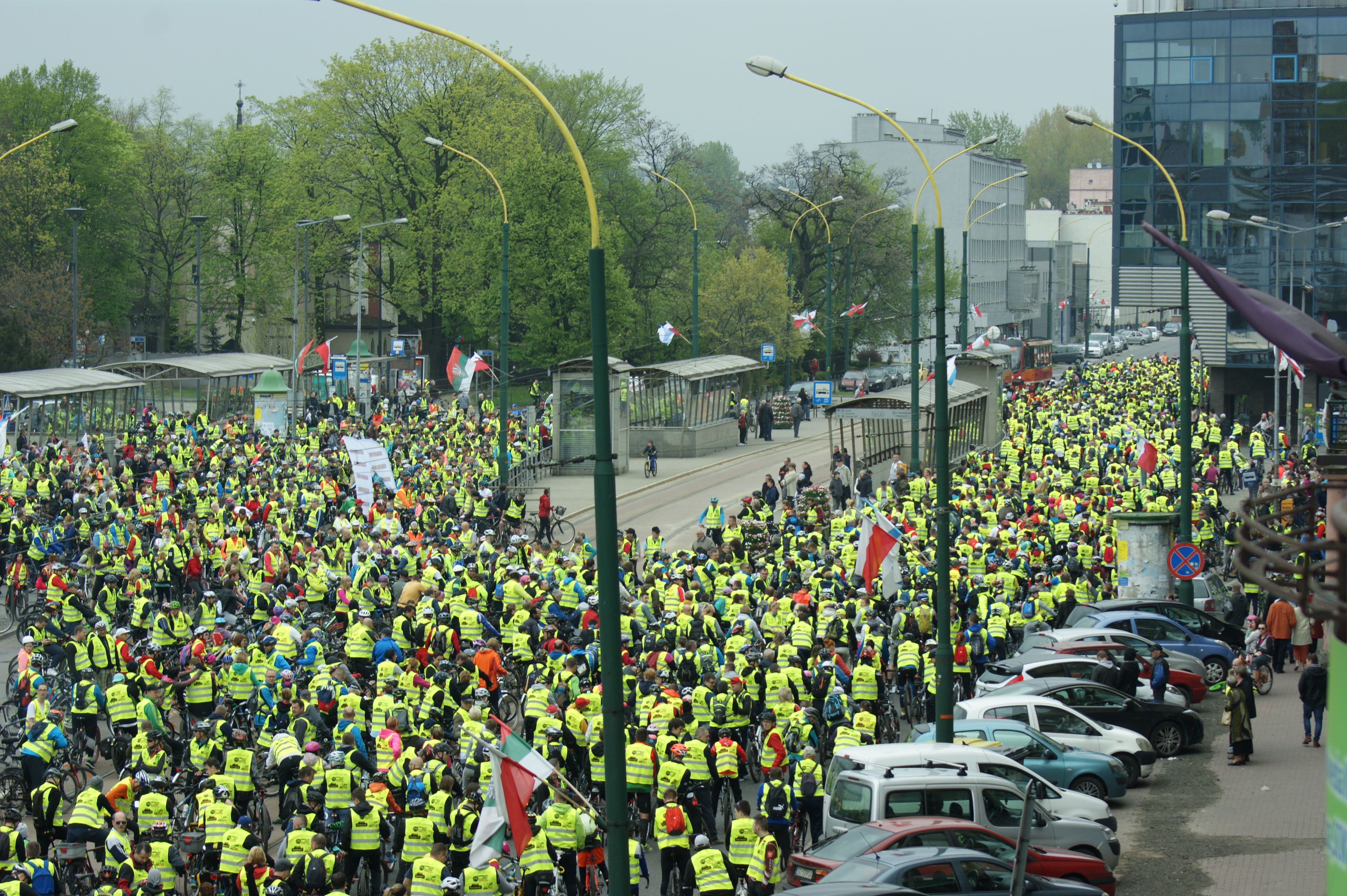
X Zagłębiowska Masa Krytyczna podczas startu w Sosnowcu, 3 maja 2017 r.
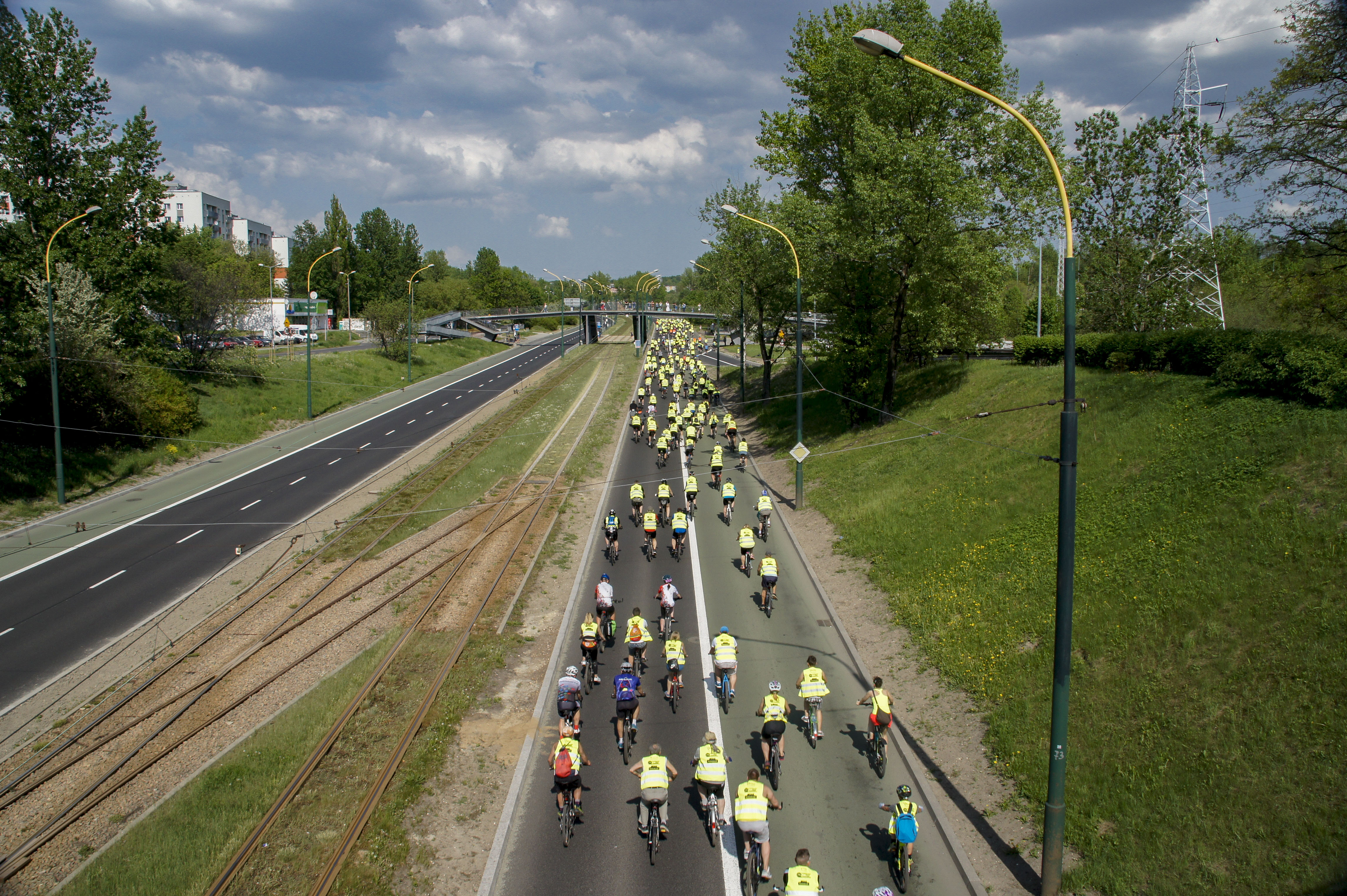
Przejazd w okolicy Sosnowieckiego osiedla Środula
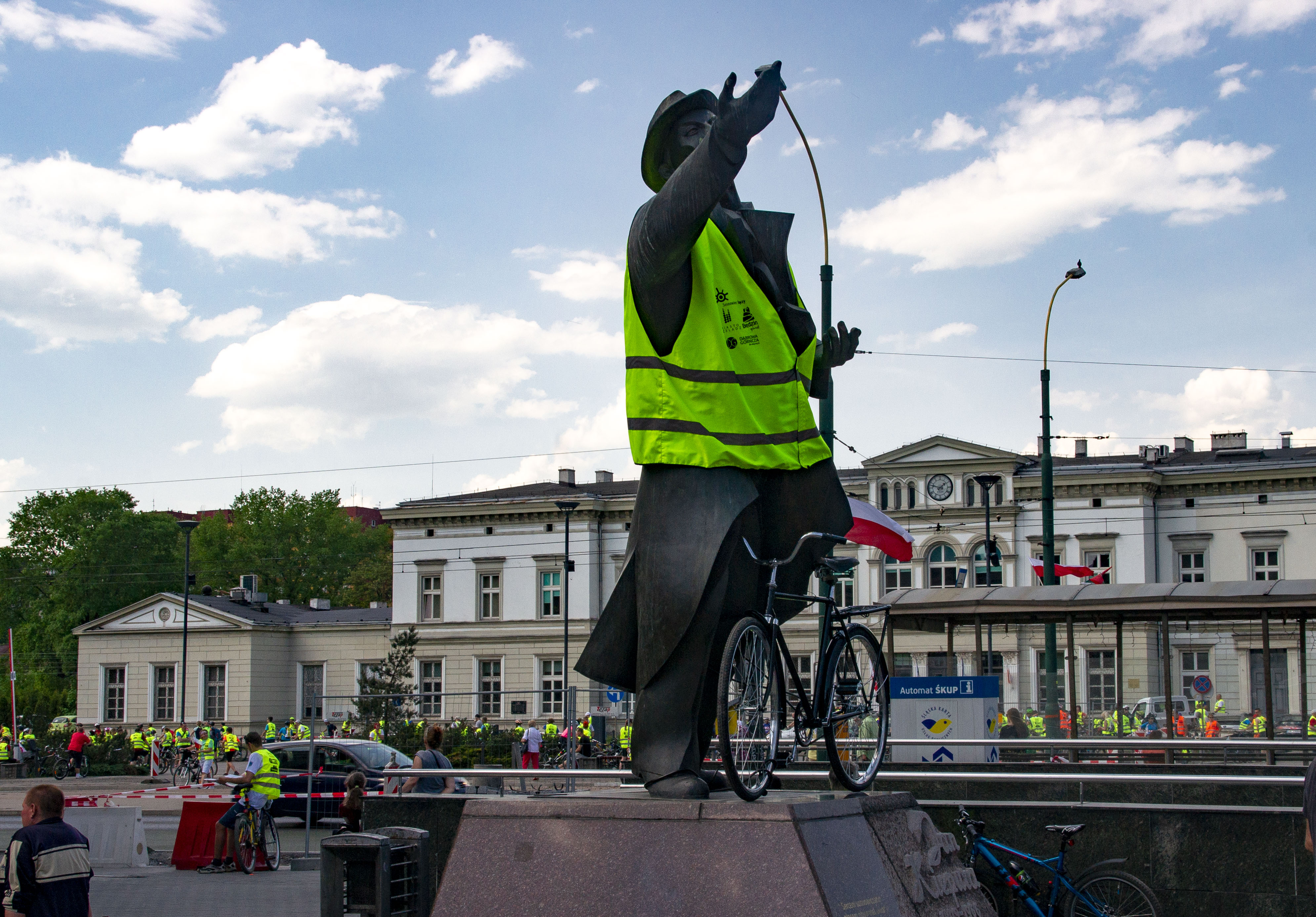
Pomnik Jana Kiepury w kamizelce XI edycji
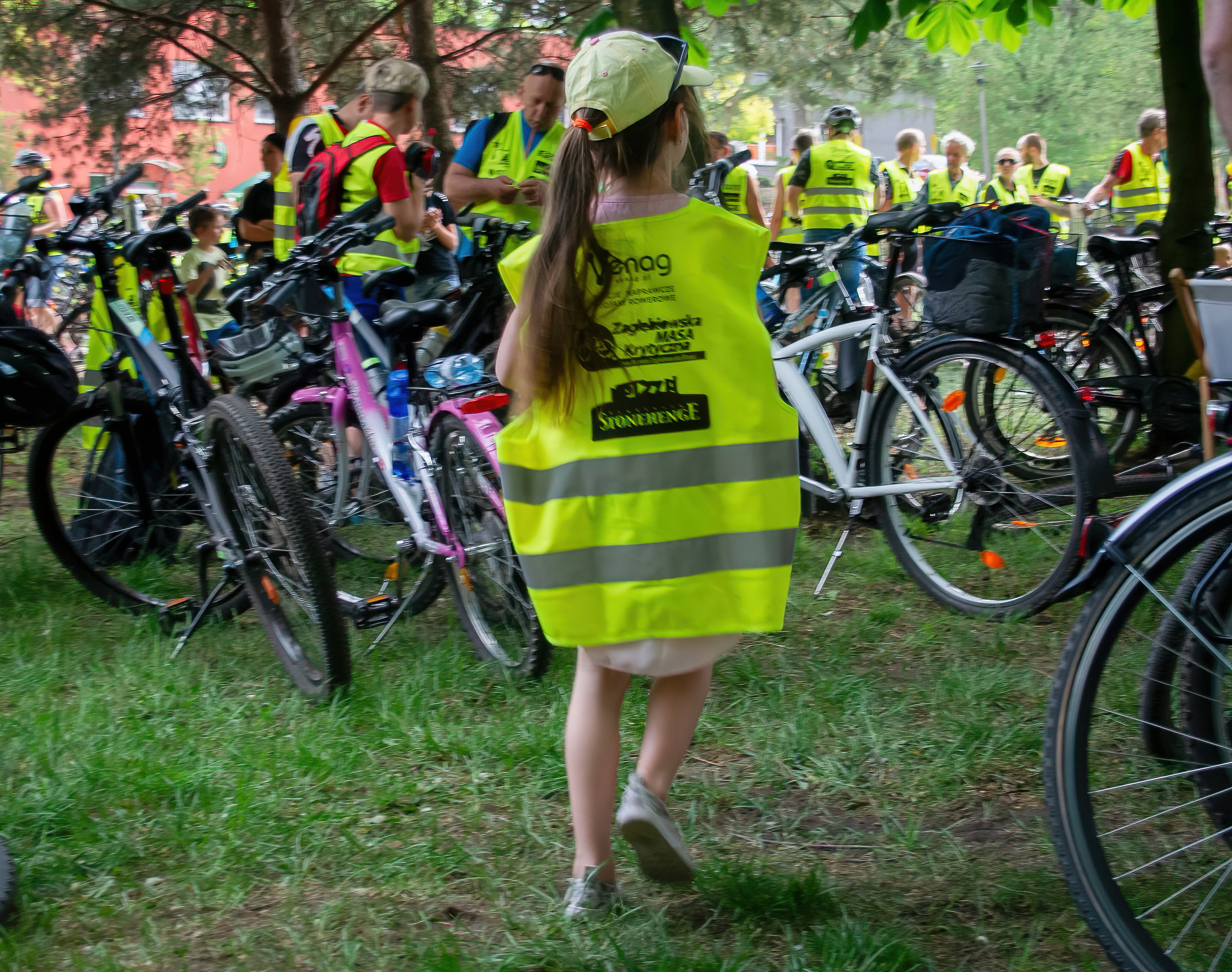
Uczestnicy XI Zagłębiowskiej Masy Krytycznej
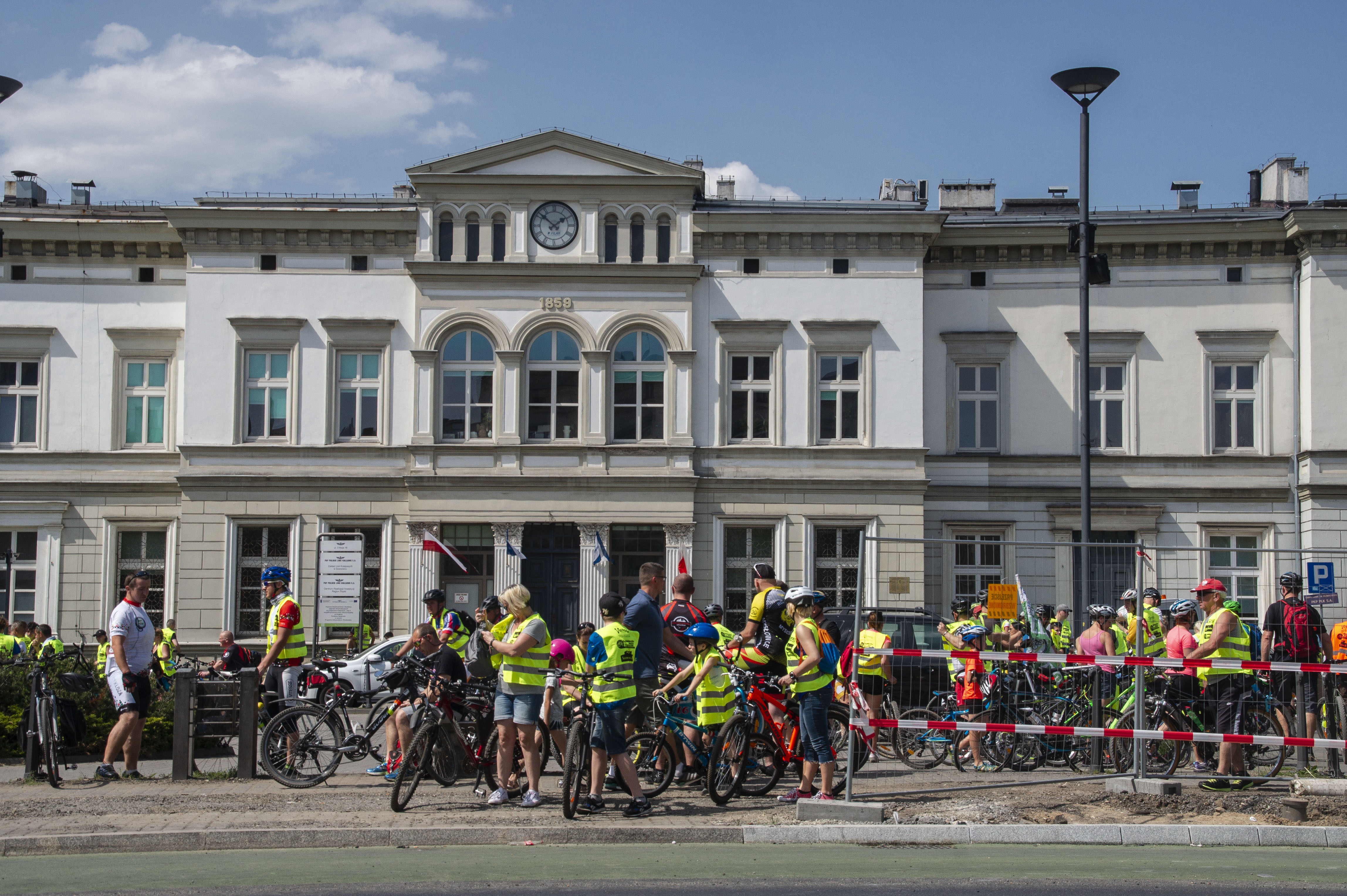
Uczestnicy XI Zagłębiowskiej Masy Krytycznej pod Dworcem PKP Sosnowiec Główny
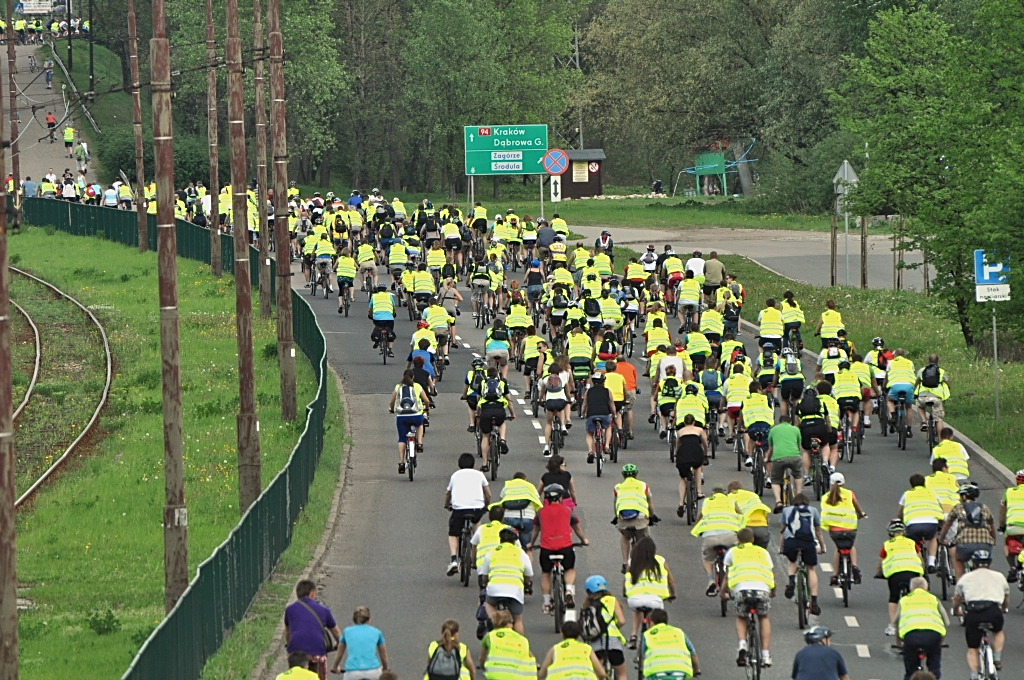
IV Zagłębiowska Masa Krytyczna - przejazd w okolicach Parku Środula w Sosnowcu
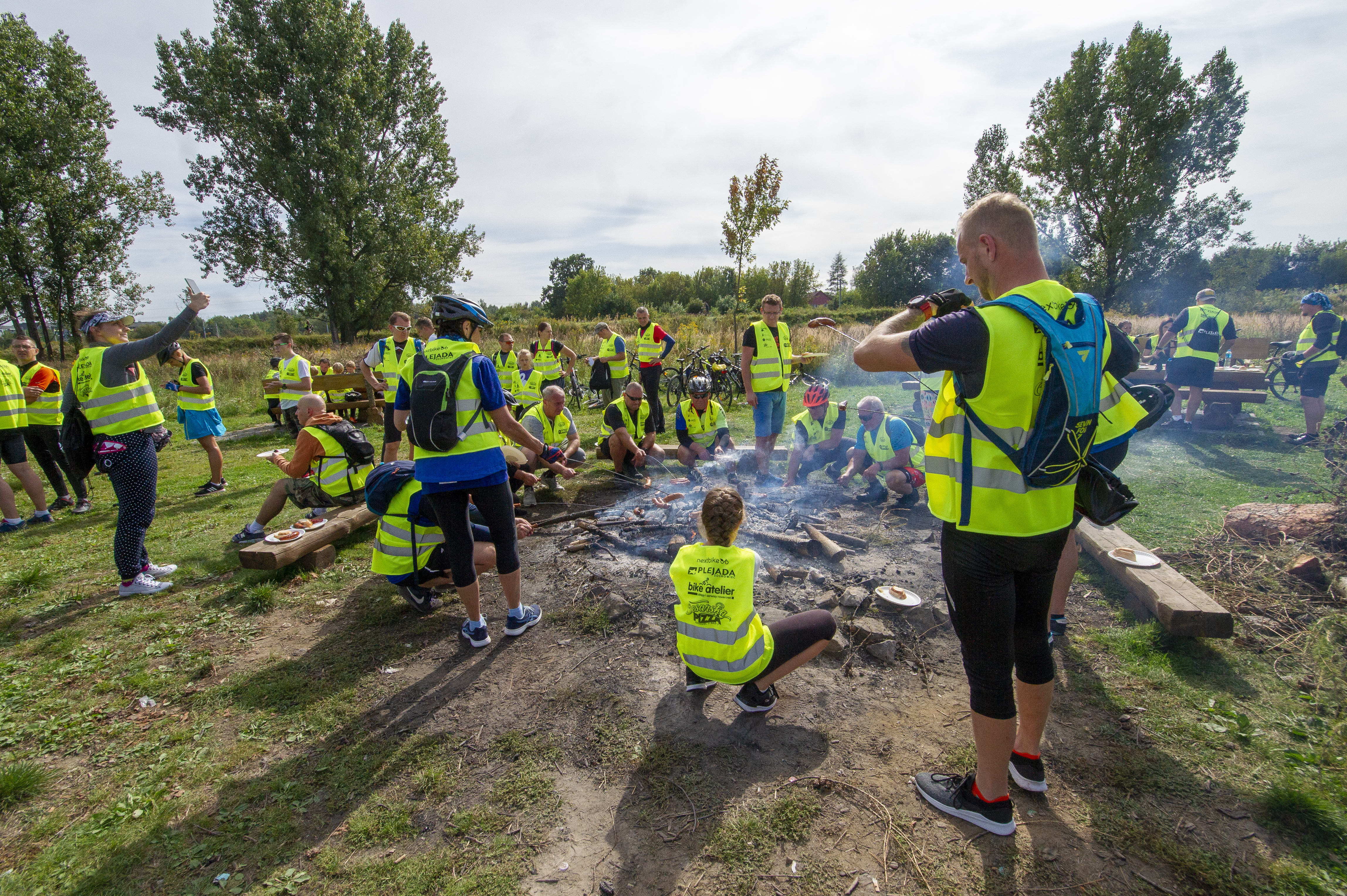
Pit-stop podczas 13-tej edycji w 2020 roku: pieczenie kiełbasy na ogniu.
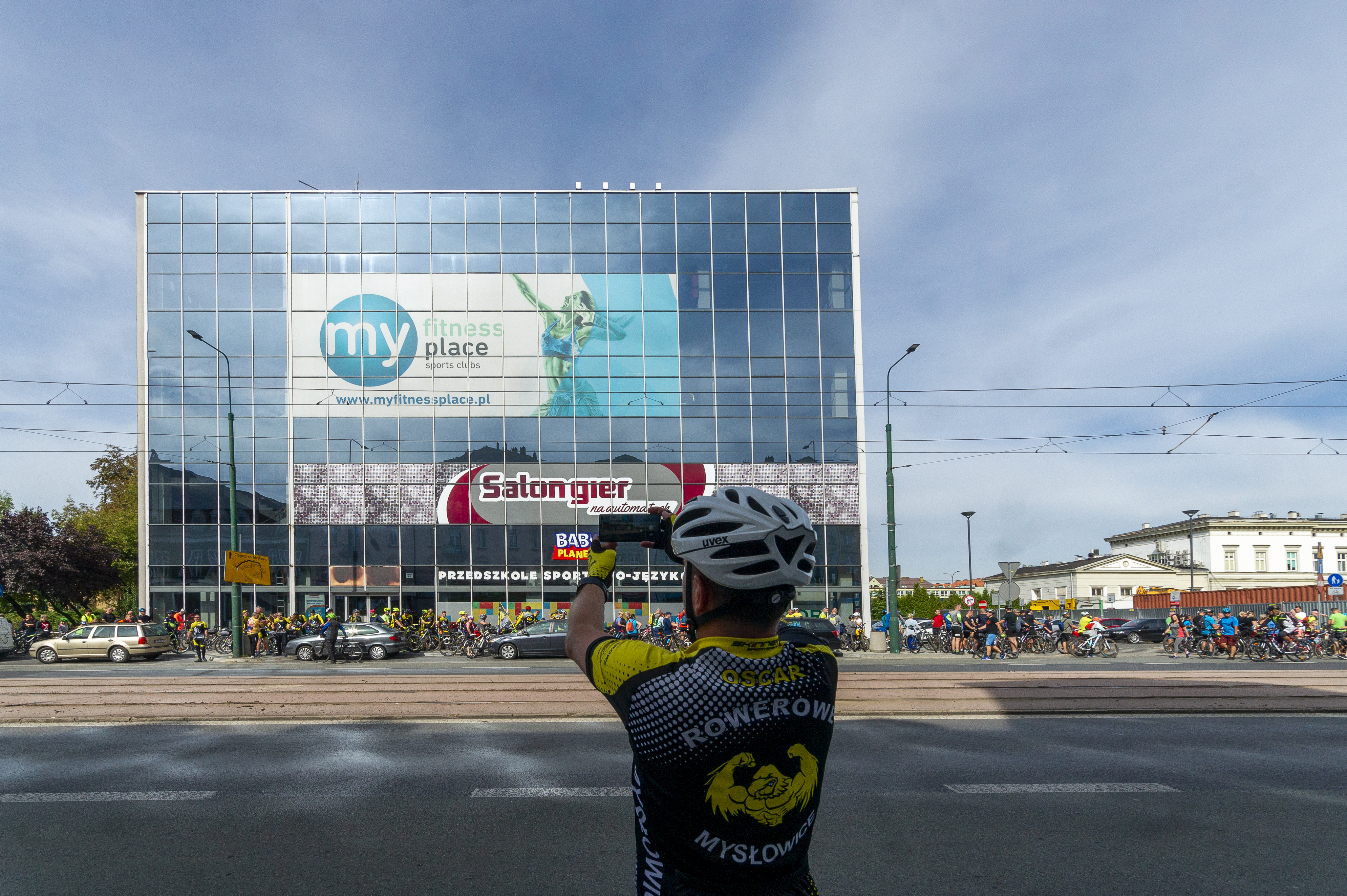
Przedstawiciele śląskich organizacji rowerowych podczas 13-edycji ZMK
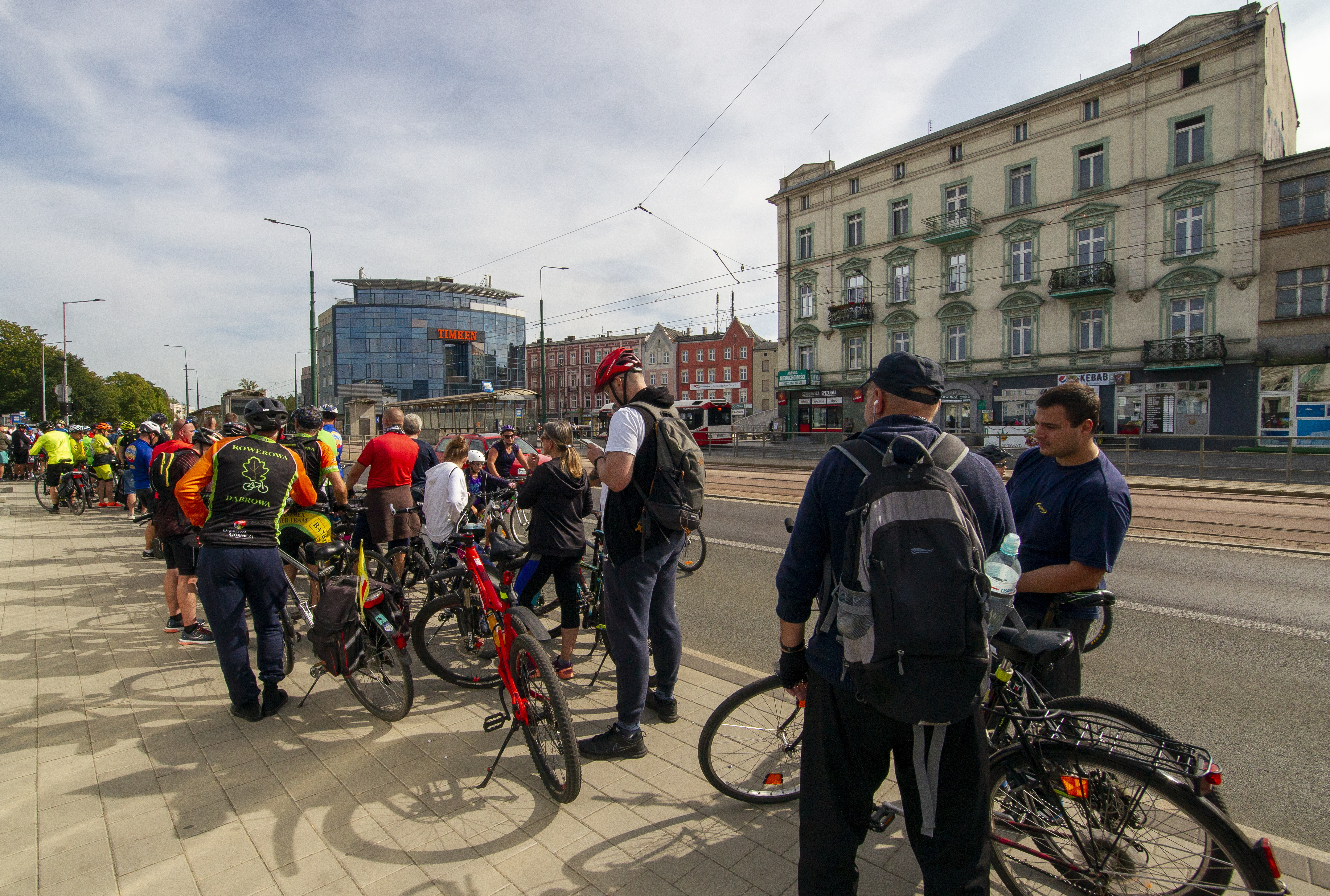
Kolejka do punktu wydawania pakietów startowych podczas 13-tej edycji.
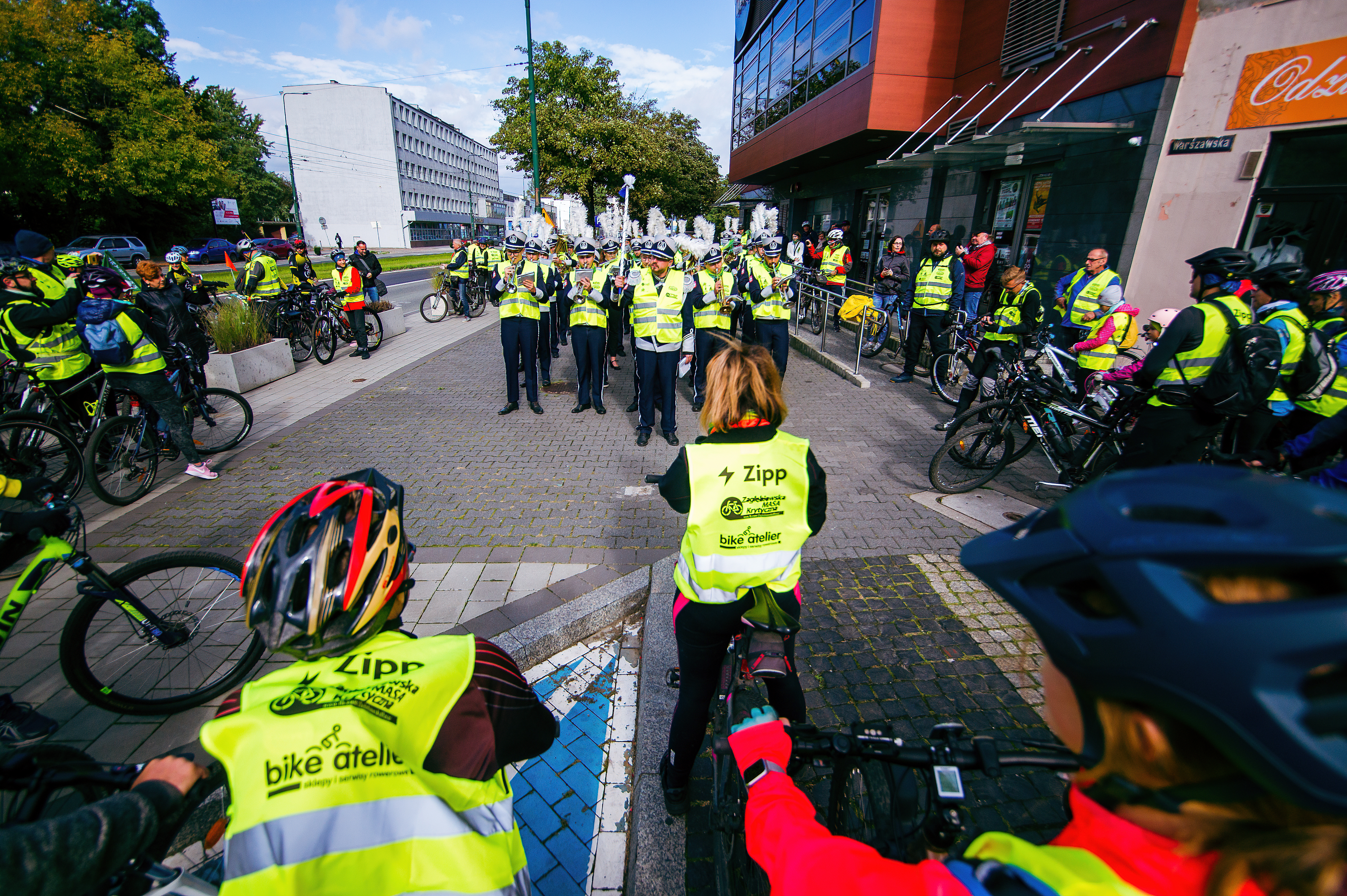
14 Zagłębiowska Masa Krytyczna
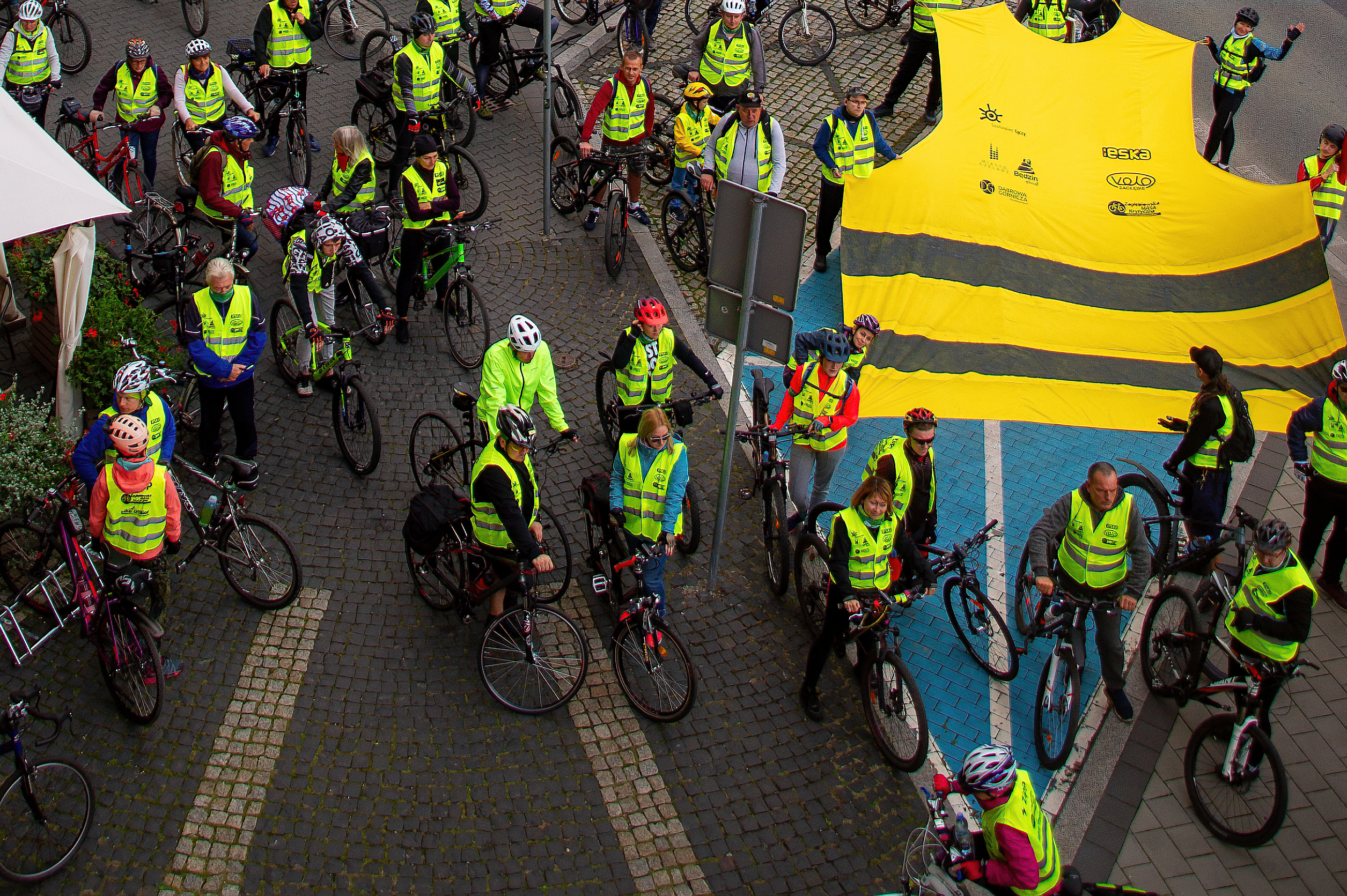
14 Zagłębiowska Masa Krytyczna
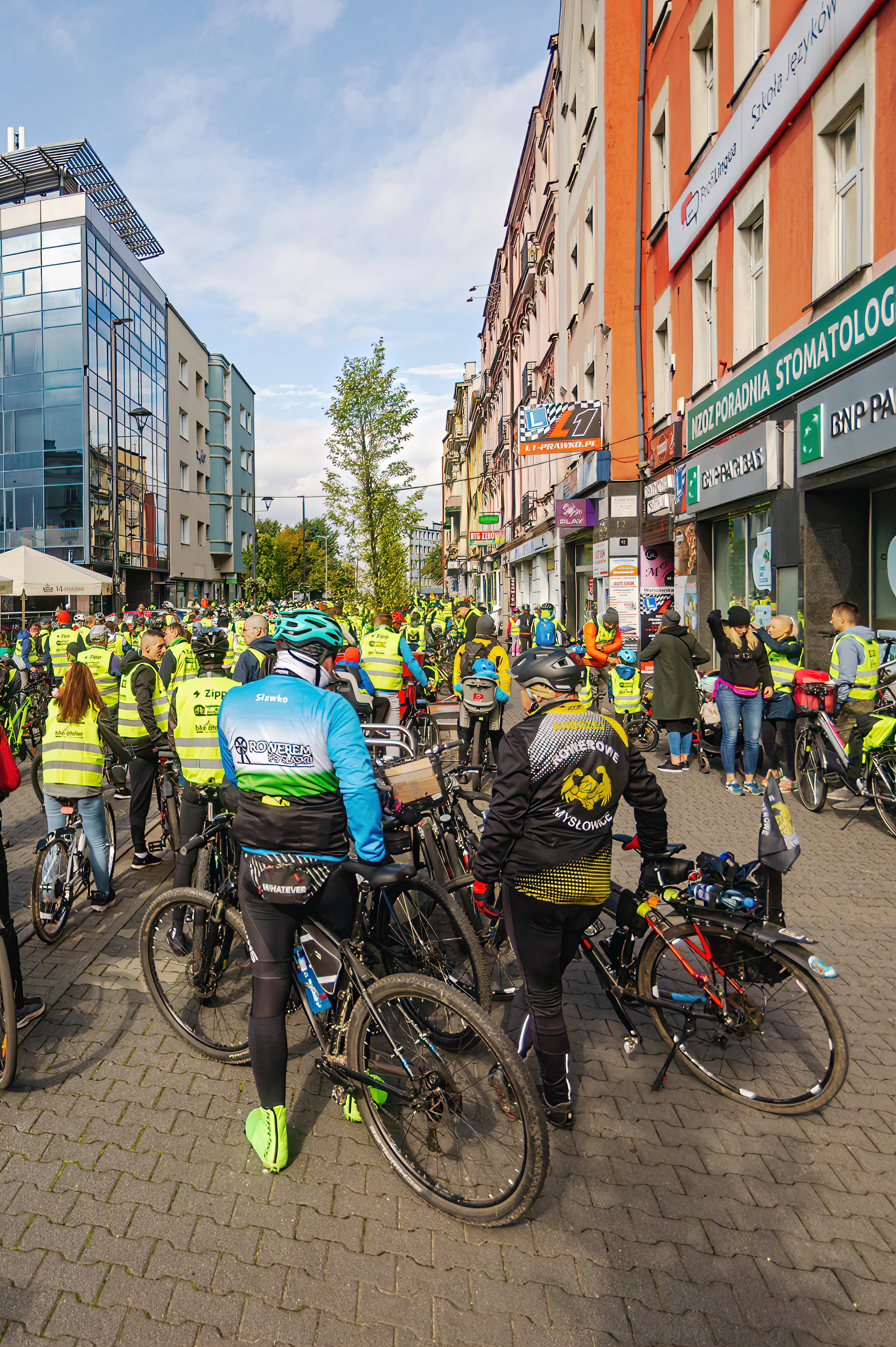
14 Zagłębiowska Masa Krytyczna
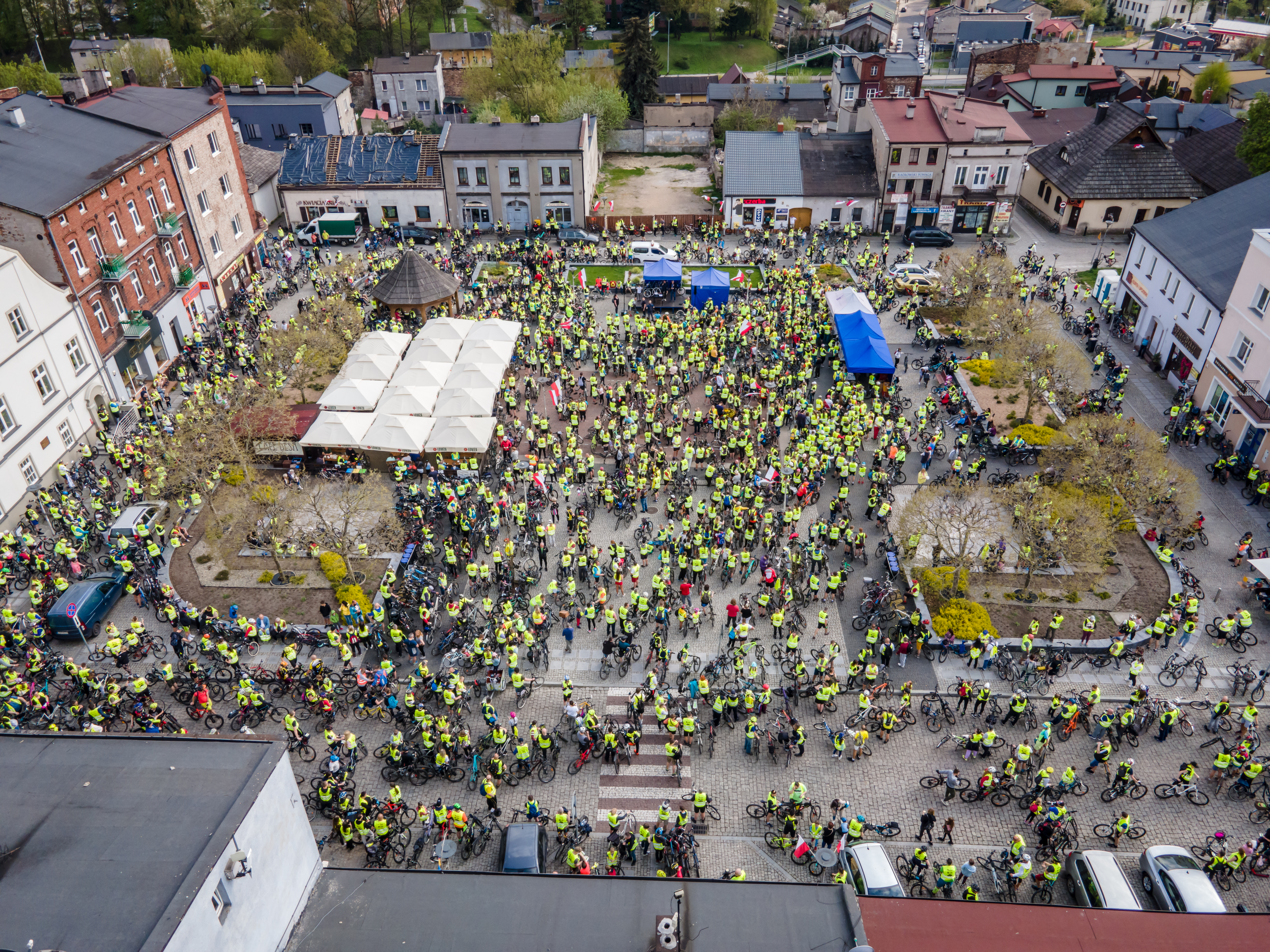
Finał XV Zagłębiowskiej Masy Krytycznej na Rynku w Czeladzi.

## Edycje
| Edycja | Data przejazdu   | Liczba uczestników | Długość    | Meta                             | Hasło                               |
| ------ | ---------------- | ------------------ | ---------- | -------------------------------- | ----------------------------------- |
| I      | 27 września 2008 | 250                | 17 km      | Czeladź – Rynek                  |                                     |
| II     | 25 kwietnia 2009 | 1000               | 17 km      | Czeladź – Rynek                  |                                     |
| III    | 24 kwietnia 2010 | 1500               | 17 km      | Czeladź – Rynek                  | „Parkujemy rowery w Zagłębiu”       |
| IV     | 30 kwietnia 2011 | 1300               | 13,5 km    | Dąbrowa Górnicza – Plac Wolności | „Bądź widoczny po zmroku na drodze” |
| V      | 3 maja 2012      | 1500               | 13 km      | Dąbrowa Górnicza – Pogoria III   |                                     |
| VI     | 3 maja 2013      | 1600               | 13 km      | Dąbrowa Górnicza – Pogoria III   |                                     |
| VII    | 3 maja 2014      | 1700               | 14 km      | Dąbrowa Górnicza – Pogoria III   |                                     |
| VIII   | 3 maja 2015      | 2500               | 14 km      | Dąbrowa Górnicza – Pogoria III   |                                     |
| IX     | 3 maja 2016      | 3200               | 14 km      | Dąbrowa Górnicza – Pogoria III   |                                     |
| X      | 3 maja 2017      | 4000               | 17 km      | Czeladź – Rynek                  |                                     |
| XI     | 3 maja 2018      | 5000               | 14 km      | Będzin – Park Dolna Syberka      | „Napraw sobie rower po drodze”      |
| XII    | 3 maja 2019      | 4200               | 14 km      | Będzin – Park Dolna Syberka      |                                     |
| XIII   | 20 września 2020 | 1750               | od 13,3 km | Dąbrowa Górnicza - Pogoria III   | „Zachowuj się na rowerze”           |
| XIV    | 19 września 2021 | > 2000             | 14 km      | Będzin – Plaża Miejska           |                                     |
| XV     | 3 maja 2022      | < 3000             | 10,8 km    | Czeladź – Rynek                  | „Szanujmy się na drodze”            |
| XVI    | 3 maja 2023      | ~ 3500             | 7 km       | Będzin — Park Dolna Syberka      | „Velostrady bez kompromisów”        |
| XVII   | 3 maja 2024      | ~ 3000             | 11,5 km    | Będzin — Plaża Miejska           |                                     |
| XVIII  | 3 maja 2025      |                    | 12 km      | Będzin — Plaża Miejska           |                                     |